# Kopplungsvertrag
Kopplungsvertrag (oder Kopplungsgeschäft; englisch tying arrangement) ist ein Vertrag, bei dem sich eine Vertragspartei verpflichtet, zusätzlich zur Hauptleistung auch bestimmte andere sachlich oder handelsüblich nicht zugehörige Waren (oder sonstige Dienstleistungen) abzunehmen.

## Allgemeines
Bei einem üblichen Kaufvertrag ist lediglich ein bestimmter Gegenstand das Kaufobjekt, der Kaufpreis betrifft ausschließlich diesen Kaufgegenstand. Der Begriff Kopplung bezieht sich bei Kopplungsgeschäften auf die Kombination einer vertraglichen Hauptleistung mit einer oder mehreren Nebenleistungen. Bei Kopplungsverträgen muss sich ein Käufer verpflichten, bestimmte Waren- und/oder Dienstleistungsbündel geschlossen zu erwerben. Der vom Käufer eigentlich gewünschte Kaufgegenstand (Kopplungsprodukt) wird mit mindestens einem weiteren Produkt oder einer weiteren Dienstleistung verbunden, die weder sachlich noch nach Handelsbrauch zum Kopplungsprodukt gehört (gekoppeltes Produkt; Art. 102 Abs. 2d AEUV). Die Transparenz zwischen dem Kaufpreis und dem Bündel von Kaufobjekten verringert sich oder geht vollständig verloren.

## Rechtsfragen
Wettbewerbswidrig ist ein Kopplungsangebot, wenn die Gefahr besteht, dass die Verbraucher über den Marktwert des tatsächlichen Angebots, namentlich über den Wert der angebotenen Zusatzleistung, getäuscht oder sonst unzureichend informiert werden. In diesem Urteil wies der BGH darauf hin, dass es als wettbewerbswidrig gilt, wenn von dem Kopplungsangebot eine so starke Anlockwirkung ausgeht, dass beim Verbraucher ausnahmsweise die Rationalität der Kaufentscheidung vollständig in den Hintergrund tritt.
Solange Kopplungsverträge jedoch nicht die Rationalität der Nachfrageentscheidung eines verständigen Durchschnittsverbrauchers vollständig in den Hintergrund treten lassen, sind sie wirksam. So sind die Kopplungen einer Ski-Pauschalreise mit einer Skiausrüstung, eines Stromliefervertrages auf zwei Jahre mit einem Fernsehgerät oder einer Zeitschrift mit Sonnenbrille zulässig. Werden dem Verbraucher für den Fall des Erwerbs einer Ware oder der Inanspruchnahme einer Leistung Vergünstigungen wie insbesondere Geschenke versprochen, liegt darin auch dann nicht ohne weiteres ein übertriebenes Anlocken, wenn Hauptleistung und Geschenk sich aus der Sicht des Verbrauchers nicht als ein funktionell einheitliches Angebot darstellen. Vielmehr ist dem Unternehmer stets gestattet, verschiedene Angebote miteinander zu verbinden; dies gilt auch dann, wenn ein Teil der auf diese Weise gekoppelten Waren oder Leistungen ohne gesondertes Entgelt abgegeben wird.
Generell gilt für Kopplungsangebote die Verpflichtung, dass Preise einheitlich zu bewerben sind. Wettbewerbswidrig ist es insbesondere, in der Werbung allein das Versprechen unentgeltlicher Teilleistungen oder den günstigen Preis einer Teilleistung herauszustellen, ohne gleichzeitig in klarer Zuordnung leicht erkennbar und deutlich lesbar auf das Entgelt hinzuweisen, das für den anderen Teil des Kopplungsangebotes verlangt wird (§ 1 PAngV a. F.). Wettbewerbswidrig sind auch hinzukommende Unlauterkeitskriterien wie unzureichende Information oder Irreführung. Der erforderliche „Zwang“ für den Käufer, die Zusatzleistung abzunehmen, kann auch technisch vermittelt sein, indem etwa das beherrschende Unternehmen das Koppelprodukt so gestaltet, dass gekoppelte Produkte anderer Hersteller nur mit erheblichem technischem Aufwand verwendet werden können. Dies machen sich Unternehmen beim Lock-in-Effekt zunutze. Die Kopplung eines Grundstückskaufvertrages mit einem Architektenvertrag ist gemäß § 2 Gesetz zur Regelung von Ingenieur- und Architektenleistungen unwirksam.
Kopplungsgeschäfte verstoßen stets gegen das Verbot des § 1 GWB und Art. 101 Abs. 1e AEUV. Koppelungen im Vertikalverhältnis können gemäß der Vertikal-GVO (Verordnung (EU) Nr. 330/2010 vom 20. April 2010 über die Anwendung von Artikel 101 Abs. 3 AEUV auf Gruppen von vertikalen Vereinbarungen und abgestimmten Verhaltensweisen) von diesem Verbot freigestellt sein, wenn sich der Marktanteil des Lieferanten sowohl beim Koppelungsprodukt als auch beim gekoppelten Produkt auf maximal 30 Prozent beläuft (Art. 3 Abs. 1 Vertikal-GVO). Zudem kann ein möglicher Missbrauch einer marktbeherrschenden Stellung (§ 19 Abs. 1 und Abs. 2 Nr. 2 GWB) sowie ein möglicher Verstoß gegen das Verbot unbilliger Behinderung anderer Unternehmen durch marktbeherrschende oder marktstarke Anbieter (§ 19 Abs. 1 und Abs. 2 Nr. 1, § 20 Abs. 1 GWB) vorliegen. Kopplungsgeschäfte werden § 19 Abs. 4 Nr. 1 GWB zugeordnet.
Das BGB erhebt das Kopplungsgeschäft im Kreditgeschäft des Bankwesens zum Rechtsbegriff. Der Kreditgeber darf gemäß § 492a BGB den Abschluss eines Immobiliar-Verbraucherdarlehenvertrags nicht davon abhängig machen, dass der Kreditnehmer oder ein Dritter weitere Finanzprodukte oder Finanzdienstleistungen erwirbt; unzulässige Kopplungsgeschäfte sind nichtig. Zu den zulässigen Kopplungsgeschäften gehört nach § 492b BGB unter anderem die Eröffnung eines Zahlungs- oder Sparkontos für den Schuldendienst oder als Kreditsicherheit für den Immobiliar-Verbraucherdarlehenvertrag. Ein Kopplungsverbot besteht gemäß § 32 Abs. 2 ZKG für Basiskonten, so dass im Regelfall nur die gesetzlich zulässigen Zahlungsdienstleistungen angeboten werden dürfen.
Teilweise sind Kopplungsgeschäfte nicht anders denkbar wie z. B. Betreutes Wohnen als Mietvertrag mit Dienstleistungsvertrag.

## Rechtsfolgen
Unterliegen Kopplungsgeschäfte einem Koppelungsverbot, so sind sie nach § 134 BGB, § 138 BGB und gegebenenfalls auch nach § 59 VwVfG nichtig.

## Wirtschaftliche Aspekte
In der Volkswirtschaftslehre argumentierten die Vertreter der Chicagoer Schule, dass ein Monopolist nur den Monopolgewinn eines Marktes abschöpfen kann und die Vornahme von Kopplungsgeschäften durch Effizienzgewinne zu begründen sei. Dagegen geht die traditionelle Leverage-Theorie davon aus, dass Kopplungsgeschäfte eines marktbeherrschenden Unternehmens dazu dienten, die Monopolmacht auszudehnen und deshalb per se wettbewerbswidrig seien.
In der Betriebswirtschaftslehre wird analog zur Kuppelproduktion von Kopplungsgeschäften gesprochen, wenn verschiedene Leistungen in einem festen Mengenverhältnis miteinander kombiniert und als „Paket“ angeboten werden. Anders als bei der Kuppelproduktion mit naturgesetzlich oder technisch zwangsläufig bedingter Produktion werden Kopplungsgeschäfte durch den Hersteller bewusst zusammengestellt. Hierbei kann es sich um die Kopplung bedarfsverwandter oder gar verwendungsverbundener Leistungen handeln. Es können jedoch auch Leistungen miteinander kombiniert werden, die absatzwirtschaftlich nicht ohne weiteres zusammengehören und im Extremfall nichts miteinander zu tun haben. Werden verschiedenartige Produkte durch Handelsbrauch zu einer Umsatzeinheit verbunden, so handelt es sich um ein Einheitsgeschäft. Das ist etwa der Fall, wenn Rohrmöbel mit einem Holztisch als Gartengarnitur verkauft werden.

## International
In Österreich sind Kopplungsgeschäfte grundsätzlich erlaubt; sie können aber aus verschiedenen Gründen wettbewerbswidrig sein. Es kann ein Verstoß gegen das Zugabenverbot vorliegen, das Angebot kann wegen Preisverschleierung gegen §§ 1 Gesetz über unlauteren Wettbewerb (UWG), § 2 UWG verstoßen oder es kann sich um ein sittenwidriges Vorspannangebot handeln. Im Fall ging es um eine Führerscheinausbildung, ein Auto und eine Versicherung „aus einer Hand“, was als zulässig angesehen wurde. In einem umstrittenen Urteil entschied der OGH im September 2016, dass Printmedien Ankündigungen, Empfehlungen sowie sonstige Beiträge und Berichte, für deren Veröffentlichung ein Entgelt geleistet wird, nur veröffentlicht werden dürfen, wenn diese Veröffentlichungen als Anzeige, entgeltliche Einschaltung, Werbung oder in sinngleicher Weise gekennzeichnet sind.
In der Schweiz ist nach Art. 254 OR ein Kopplungsgeschäft im Zusammenhang mit der Miete von Wohn- oder Geschäftsräumen nichtig, wenn der Abschluss oder die Weiterführung des Mietvertrags davon abhängig gemacht wird und der Mieter dabei gegenüber dem Vermieter oder einem Dritten eine Verpflichtung übernimmt, die nicht unmittelbar mit dem Gebrauch der Mietsache zusammenhängt. Wird ein Mietvertrag also davon abhängig gemacht, dass auch ein Teil der Wohnungseinrichtung zu übernehmen ist, so ist diese Vereinbarung nichtig.
Wird in den USA ein Käufer gezwungen, ein Zweitprodukt anzunehmen, um das gewünschte Hauptprodukt erwerben zu können, so ist ein derartiger Vertrag rechtswidrig.